# Bergheim, Haut-Rhin
Bergheim là một xã trong tỉnh Haut-Rhin, thuộc vùng Grand Est của nước Pháp, có dân số là 1.830 người (thời điểm 1999).

## Thông tin nhân khẩu
| 1962  | 1968  | 1975  | 1982  | 1990  | 1999  |
| ----- | ----- | ----- | ----- | ----- | ----- |
| 1.708 | 1.753 | 1.703 | 1.774 | 1.802 | 1.830 |

## Địa điểm tham quan
- Tòa thị chính (1767)